# جون وایتفیلد
 جون وایتفیلد زادهٔ ۱۱ نوامبر ۱۹۲۵ درگذشتهٔ ۲۸ دسامبر ۲۰۱۸ یک هنرپیشه اهل بریتانیا بود.

## بخشی از فیلم‌شناسی
از فیلم‌ها یا برنامه‌های تلویزیونی که وی در آن نقش داشته‌است می‌توان به آثار زیر اشاره کرد.
- بنی هیل شو (۱۹۶۱-۱۹۶۸)
- خانه پربرکت (۱۹۷۳)
- شیر، کمد و جادوگر (۱۹۷۹)
- جود (فیلم) (۱۹۹۶)
- خارج از دید (فیلم ۱۹۹۸) (۱۹۹۸)
- دوستان (مجموعه تلویزیونی) (۱۹۹۸)
- آدمکشان میدسامر (۲۰۰۵ و ۲۰۱۴)
- مارپل آگاتا کریستی (۲۰۰۶)
- دکتر هو (۲۰۰۹-۲۰۱۰)
- کامیاب‌ها (۲۰۱۴)
- ایست‌اندرز (۲۰۱۵-۲۰۱۶)